# 西島秀俊
西島 秀俊（にしじま ひでとし、1971年〈昭和46年〉3月29日 - ）は、日本の俳優、声優、ナレーター。東京都八王子市出身。フリーランス。

## 来歴
映画好きの父親の影響で幼少期より映画に親しみ、映画界へ興味を持っていた。特に作品に向き合う撮影所スタッフに強く憧れ、自身も裏方として携わりたいと考えるようになる。
とにかく撮影所で仕事がしたいと考えていたところ、19歳の時に高校の先輩の薦めで受けたオーディションに合格し、そのまま俳優の道に進む。
1992年、大学在学中にテレビドラマ『はぐれ刑事純情派V』（テレビ朝日）で俳優デビュー。新人刑事の中上剛役で半年間レギュラーを務めた。
1993年には多くのテレビドラマに出演し、『わたしってブスだったの?』（TBS）での松田聖子を翻弄する年下の恋人役や、『悪魔のKISS』での新興宗教にハマる青年役、最高視聴率31.9%を記録した『あすなろ白書』（フジテレビ）での同性愛者の美青年、松岡純一郎役で注目を集めた。翌年、萩原健一主演の映画『居酒屋ゆうれい』で映画初出演。
デビュー時は渡辺プロダクションに所属し、1990年代前半には数多くのテレビドラマに出演したこともあり、若手の売れっ子俳優として人気を得たが、事務所が求めるテレビドラマを中心としたアイドル路線と、自身の目指す映画俳優としての方向性の違いから事務所を移籍。それに伴い1998年から2002年までの期間は民放のテレビに出演していなかった。
1999年、役所広司と共演した『ニンゲン合格』で映画初主演を果たす。長い昏睡状態から突然目覚めて生き方を模索する青年役を演じ、第9回日本映画プロフェッショナル大賞・主演男優賞を受賞する。第11回東京国際映画祭では『2/デュオ』と『ニンゲン合格』が上映されたが、主演作品2本の上映は東京国際映画祭初の快挙であった。
2002年、北野武監督の『Dolls』で主演に抜擢される。この映画への出演は西島のキャリアにとって大きな転機となった。
2005年の映画『帰郷』では、昔の恋人に子どもの父親だとして子どもを預けられて困惑するサラリーマンを演じ、第15回日本映画プロフェッショナル大賞・主演男優賞、第20回高崎映画祭・最優秀主演男優賞を受賞。
2006年、宮崎あおい主演の連続テレビ小説『純情きらり』で太宰治をモデルとした津軽弁の画家杉冬吾役をコミカルに演じ、お茶の間からの人気を得る。
2008年、小林薫主演の映画『休暇』では癖のある死刑囚を演じ、第30回ヨコハマ映画祭・助演男優賞を受賞する。
2011年、ラブコメディドラマ『僕とスターの99日』（フジテレビ）で韓国の女優キム・テヒとともにW主演。西島は本作品で民放連続ドラマ初主演を果たす。
同年公開の映画『CUT』はイランの名匠アミール・ナデリ監督の作品で、第68回ヴェネチア国際映画祭のオリゾンティ・コンペティション部門オープニング作品・第36回トロント国際映画祭出品作品・第16回釜山国際映画祭出品作品である。これにより自身も数々の映画賞を受賞する。
2014年にはオリコン発表の「2014年ブレイク俳優ランキング」で第2位にランクインした。
2017年、ファッションデザイナーのジョルジオ・アルマーニからの指名により、ジョルジオ・アルマーニの最高峰ライン「メイド・トゥ・メジャー」の広告モデルに日本人で初めて起用される。2018年も引き続き広告モデルを務めており、4シーズン連続起用もまた日本人初である。

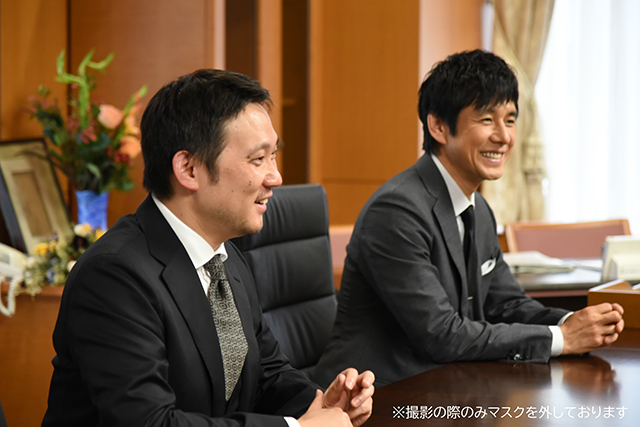
『ドライブ・マイ・カー』監督の濱口竜介と（2022年4月）

2021年には主演を務めた濱口竜介監督『ドライブ・マイ・カー』が、第94回アカデミー賞で日本映画として史上初となる作品賞を含む4部門にノミネートされた。西島も授賞式に出席し、本作品は国際長編映画賞を受賞した。また、西島の演技は米ニューヨーク・タイムズ紙がその年の映画を代表する俳優を選ぶ企画「Great Performers／The Best Actors of 2021」の1人としてアジア人で唯一選出するなど高い評価を受けた。同紙は選出理由として「西島の演技は鋭い批判的な知性を合わせ持っており、そのメランコリックで控えめな存在感が映画の重要なカギとなっている」と述べている。日本映画への出演で選出されたのは西島が初となる。
2023年春、ハリウッドの大手タレントエージェンシーCAAと契約。
2024年5月いっぱいでクォータートーンを退所し、フリーランスで活動することを発表した。同年7月、自身のInstagramアカウントを開設。

## 人物
- 桐朋高等学校卒業、横浜国立大学工学部生産工学科中退[5]。2022年9月2日放送のTBS『A-Studio+』にゲスト出演した西島は、役者の道を選び大学を中退した理由について「大学で工学部に入ったけど、なんか違うかなと思った。俳優の仕事が入ってきたので工学部は授業が長いので両立できなくなった」と述べた[33]。親に「俳優になる」と報告すると「家から出ていきなさい。一切援助はしないので一人で生きていきなさい」と言われ、実際に援助はなかったが、西島は「今は感謝してますけどね。やっぱり覚悟は決まったんで」と述べた[33]。
- 桐朋高校在学中はバスケットボール部に所属[34]。また、ロックバンドを結成しギターを担当していた[35]。
- 大学時代はアルバイトで中学生たちの家庭教師をしていた[36]。
- 尊敬する俳優の一人として、デビュー作『はぐれ刑事純情派V』（1992年、テレビ朝日）で共演した藤田まことを挙げている。藤田は新人の西島を気にかけ「秀ちゃん」と呼び、仕事の楽しさや厳しさを教えてくれたという[37]。番組を卒業する際に「本業を、ゆっくりと」と書かれた色紙をもらい、現在も大切にしている[38]。なお藤田とは『大奥』（2006年）で再共演している。
- 2014年11月19日、3年間の交際を経て16歳下の一般女性と結婚することを発表[39]。2016年4月には第1子男児[40]、2018年10月、第2子男児が誕生[41]。

## 出演

### テレビドラマ
- ラブストーリーを君に 「どんなときも。」（1992年1月3日、テレビ朝日）
- 劇的空間 -卒業-（1992年3月6日 - 3月27日、日本テレビ）
- はぐれ刑事純情派V（1992年4月8日 - 9月23日、テレビ朝日） - 中上剛 役
- 北の国から'92 -巣立ち-（1992年5月22日・23日、フジテレビ）
- 〜悲しいほどお天気〜（1992年9月23日、フジテレビ）
- 木曜日の食卓（1992年10月15日 - 12月24日、TBS） - 宮沢達郎 役
- 聖夜に逢いたい（1992年12月23日、フジテレビ）
- お願いダーリン!（1993年2月18日 - 3月18日、フジテレビ） - 長沢徹 役
- わたしってブスだったの?（1993年4月16日 - 7月2日、TBS） - 戸高竜也 役
- 悪魔のKISS（1993年7月7日 - 9月22日、フジテレビ） - 佐渡研 役
- あすなろ白書（1993年10月11日 - 12月20日、フジテレビ） - 松岡純一郎 役
- 死刑台のエレベーター（1993年11月19日、フジテレビ）- 三宅修司 役
- 家族ネットワーク（1994年1月3日、テレビ朝日） - 島田信孝 役
- 素顔を抱きしめて（1994年9月17日、フジテレビ）
- 宝引の辰捕者帳（1995年3月31日 - 8月18日、NHK総合） - 算治 役
- 花王ファミリースペシャル 『春さん・夢配達人（1）』（1996年2月18日、関西テレビ）
- ドラマ新銀河 『賢治のほほえみ』第3話「森を探しに」（1996年7月10日、NHK総合）
- 大河ドラマ（NHK総合）
  - 毛利元就（1997年1月5日 - 12月14日） - 相合元綱 役
  - 八重の桜（2013年1月6日 - 12月15日） - 山本覚馬 役
- 向田邦子新春シリーズ 『空の羊』（1997年1月6日、TBS）
- 新花へんろ（1997年5月14日 - 6月18日、NHK総合）
- 抱きしめたい（2002年10月26日、NHK総合） - 山下祐治 役
- 笑顔の法則（2003年4月13日 - 6月22日、TBS） - 柚原和也 役
- 菊次郎とさき（テレビ朝日） - 藤崎先生 役
  - 第1シリーズ（2003年7月3日 - 9月11日）
  - 第2シリーズ（2005年7月21日 - 9月15日）
- 恋する日曜日「丘をこえて・Maybe Tomorrow」（2003年9月7日、BS-i）
- 68FILMS 東京少女 第2話「寄生木 YADORIGI」（2003年11月1日、BS-i、BSフジ）
- ダムド・ファイル シーズンII file no.0020「もう一人の友人・渥美郡」（2003年12月12日、メ〜テレ） - 杉原秀明 役
- LOVE ASIA 花びらの舞う海へ（2004年2月28日、フジテレビ） - 主演・柏木洋介 役
- 金田一耕助シリーズ・犬神家の一族（2004年4月3日、フジテレビ） - 犬神佐清 / 青沼静馬 役
- 仔犬のワルツ（2004年4月17日 - 6月26日、日本テレビ） - 水無月芯也 役
- 世にも奇妙な物語（フジテレビ）
  - 世にも奇妙な物語 '04秋の特別編 「過去からの日記」（2004年9月20日） - 主演・山岡貴志 役
  - 世にも奇妙な物語 '16春の特別編 「通いの軍隊」（2016年5月28日） - 主演・前島啓一郎 役 [42]
- 大奥 第一章（フジテレビ） - 徳川家光 役
  - 大奥 第一章（2004年10月7日 - 12月16日）
  - 大奥 第一章 スペシャル（2005年4月8日）
- 溺れる人（2005年3月1日、日本テレビ） - 水沢誠治 役
- 実録・小野田少尉 遅すぎた帰還（2005年8月13日、フジテレビ） - 小塚一等兵 役
- アンフェア（2006年1月10日 - 3月21日、関西テレビ/フジテレビ） - 瀬崎一郎 役
- ドラマW（WOWOW）
  - 春、バーニーズで（2006年2月19日） - 主演・筒井彰 役
  - 誘拐 KIDNAPPING（2009年8月2日） - 星野克彦 役
  - 蛇のひと（2010年3月7日） - 今西由起夫 役
- 連続テレビ小説（NHK総合）
  - 純情きらり（2006年4月3日 - 9月30日） - 杉冬吾 役
  - とと姉ちゃん（2016年4月4日 - 10月1日） - 小橋竹蔵 役[43]
  - おかえりモネ（2021年5月17日 - 10月29日） - 朝岡覚 役[44][45]
- 日本テレビ シナリオ登龍門2005優秀賞受賞作品『きたな（い）ヒーロー』（2006年、日本テレビ） - 池崎堅 役
- 怪奇大作戦 セカンドファイル（2007年4月2日 - 4月16日、NHK BShi） - 主演・牧史郎 役
- 山おんな壁おんな（2007年7月5日 - 9月20日、フジテレビ） - 井口昌平 役
- ジャッジ 〜島の裁判官奮闘記〜（NHK総合） - 主演・三沢恭介 役
  - ジャッジ 〜島の裁判官奮闘記〜（2007年10月6日 - 11月10日）
  - ジャッジII 〜島の裁判官奮闘記〜（2008年10月25日 - 11月22日）
- 蒼井優×4つの嘘 カムフラージュ 第1章「人生って嘘みたい」（2008年1月30日 - 2月13日、WOWOW） - ブラジャー男 役
- 第20回記念フジテレビヤングシナリオ大賞『戦士の資格』（2008年12月29日、フジテレビ） - 主演・高木修一 役
- 断絶（2009年10月3日、テレビ朝日） - 石神謙 役
- Real Clothes（2009年10月13日 - 12月22日、関西テレビ/フジテレビ） - 田渕優作 役
- チーム・バチスタシリーズ（関西テレビ/フジテレビ） - 速水晃一 役
  - チーム・バチスタ2 ジェネラル・ルージュの凱旋（2010年4月6日 - 6月22日）
  - チーム・バチスタSP2011〜さらばジェネラル!天才救命医は愛する人を救えるか〜（2011年1月2日）
  - チーム・バチスタ4 螺鈿迷宮（2014年1月7日 - 3月18日）
- 階段のうた（TBS）
  - season1（2010年10月 - 12月） - 謎の人影・謎の声 役
  - season4（2011年7月 - 9月） - ミライノコドモ 役
- ストロベリーナイト（フジテレビ） - 菊田和男 役
  - スペシャルドラマ ストロベリーナイト（2010年11月13日）
  - ストロベリーナイト（2012年1月10日 - 3月20日）
  - ストロベリーミッドナイト 第3夜（2013年1月24日）
  - ストロベリーナイト アフター・ザ・インビジブルレイン「東京」（2013年1月26日） - 主演
- スクール!!（2011年1月16日 - 3月20日、フジテレビ） - 桐原伊織 役[46]
- 終戦ドラマスペシャル 犬の消えた日（2011年8月12日、日本テレビ） - 主演・松倉修平 役
- 僕とスターの99日（2011年10月23日 - 12月25日、フジテレビ） - 主演・並木航平 役（キム・テヒとダブル主演）[47]
- ダブルフェイス - 森屋純 役[48]
  - 月曜ゴールデン特別企画 ダブルフェイス 潜入捜査編（2012年10月15日、TBS） - 主演
  - ダブルフェイス 偽装警察編（2012年10月27日、WOWOW）
- MOZU - 主演・倉木尚武 役
  - MOZU Season1〜百舌の叫ぶ夜〜（2014年4月10日 - 6月12日、TBS）[49]
  - 連続ドラマW MOZU Season2〜幻の翼〜（2014年6月22日 - 7月20日、WOWOW / 10月16日 - 11月13日、TBS）[50][51]
  - スピンオフドラマ『大杉探偵事務所』砕かれた過去編（2015年11月15日、WOWOW）※ 主演は香川照之と伊藤淳史[52]
- 流星ワゴン（2015年1月18日 - 3月22日、TBS） - 主演・永田一雄 役[53]
- レッドクロス〜女たちの赤紙〜（2015年8月1日・2日、TBS） - 中川亘 役[54]
- 無痛〜診える眼〜（2015年10月7日 - 12月16日、フジテレビ） - 主演・為頼英介 役[55]
- CRISIS 公安機動捜査隊特捜班（2017年4月11日 - 6月13日、関西テレビ/フジテレビ） - 田丸三郎 役[56]
- ブランケット・キャッツ（2017年6月23日 - 8月4日、NHK総合） - 主演・椎名秀亮 役[57]
- 奥様は、取り扱い注意（2017年10月4日 - 12月6日、日本テレビ） - 伊佐山勇輝 役[58]
- 満願 第1夜「万灯」（2018年8月14日、NHK総合） - 主演・伊丹修平 役[59][60]
- スーパープレミアム『マリオ〜AIのゆくえ〜』（2018年10月13日、NHK BSプレミアム） - 主演・マリオ 役[61][62]
- メゾン・ド・ポリス（2019年1月11日 - 3月15日、TBS） - 夏目惣一郎 役[63]
- 名探偵・明智小五郎（2019年3月30日・31日、テレビ朝日） - 主演・明智小五郎 役[64][65]
- きのう何食べた?（2019年4月5日 - 6月29日、テレビ東京） - 主演・筧史朗 役（内野聖陽とダブル主演）[66]
  - きのう何食べた? 正月スペシャル2020（2020年1月1日）[67]
  - きのう何食べた? season2（2023年10月7日 - 12月23日）[68][69]
- フジテレビ開局60周年記念 アニメ『サザエさん』放送50周年記念スペシャルドラマ企画『磯野家の人々〜20年後のサザエさん〜』（2019年11月24日、フジテレビ） - フグ田マスオ 役[70]
- ノースライト（2020年12月12日・12月19日、全2回、NHK総合） - 主演・青瀬稔 役[71]
- シェフは名探偵（2021年5月31日 - 8月2日、テレビ東京） - 主演・三舟忍 役
- 真犯人フラグ（2021年10月10日 - 2022年3月13日、日本テレビ） - 主演・相良凌介 役[72][73]
- 99.9-刑事専門弁護士-完全新作SP新たな出会い篇～映画公開前夜祭～（2021年12月29日、TBS） - 南雲恭平 役[74]
- ユニコーンに乗って（2022年7月5日 - 9月6日、TBS） - 小鳥智志 役[75]
- 警視庁アウトサイダー（2023年1月5日 - 3月2日、テレビ朝日） - 主演・架川英児 役[76]
- さよならマエストロ〜父と私のアパッシオナート〜（2024年1月14日 - 3月17日、TBS） - 主演・夏目俊平 役[77]
- 黄金の刻〜服部金太郎物語〜（2024年3月30日、テレビ朝日）  - 主演 ・服部金太郎 役[78][79]
- DOPE 麻薬取締部特捜課 第4話（2025年7月25日、TBS） - 綿貫銈五郎 役[80]

### 配信ドラマ
- それ忘れてくださいって言いましたけど。 第2話 - 最終話（2022年4月30日 - 6月11日、Paravi） - ケンさん 役[81]
- 仮面ライダーBLACK SUN（2022年10月28日、Amazon Prime Video） - 主演・南光太郎 / 仮面ライダーBLACK SUN 役（中村倫也とダブル主演）[82]
- サニー（2024年7月10日、Apple TV+） - サカモト・マサヒコ 役[83]
- 人間標本（2025年12月19日配信予定、Amazon Prime Video） - 主演・榊史朗 役[84]

### 映画
- 居酒屋ゆうれい（1994年10月29日公開） - 幸一 役
- 大失恋。（1995年1月21日公開） - 洋介 役
- マークスの山（1995年4月22日） - 森義孝 役
- さわこの恋2 1000マイルも離れて（1995年5月27日公開） - 吉山新平 役
- 藏（1995年10月10日公開） - 竹田涼太 役
- セラフィムの夜（1996年2月3日公開） - 大島博之 役
- 菜の花配達便（1996年3月9日公開） - 主演・田草川裕二郎 役[85]
- 2/デュオ（1997年8月2日公開） - 圭 役
- アートフル・ドヂャース（1998年1月24日公開） - 小谷圭介 役
- 冷血の罠（1998年7月11日公開） - 主演・花園 役
- ニンゲン合格（1999年1月23日公開） - 主演・吉井豊 役
- LOVE/JUICE（2000年6月1日公開） - 坂本 役
- SELF AND OTHERS（2001年4月28日公開）
- 世界の終わりという名の雑貨店（2001年11月17日公開） - 主演・島尾雄高 役
- クロエ（2002年6月15日公開） - 医師 役
- Dolls（2002年10月12日公開） - 松本 役
- tokyo.sora（2002年10月26日公開） - 編集者の道原 役
- ラストシーン（2002年11月9日公開） - 主演・三原健 役
- いたいふたり（2002年12月7日公開） - 主演・望月涼 役
- すべては夜から生まれる（2003年1月25日公開） - 主演・山形 役
- マナに抱かれて（2003年6月7日公開） - 高津潤 役
- 監督感染 DIRECTOR INFECTION『終着駅の次の駅』（2003年11月29日公開） - 主演・勇作 役
- CASSHERN（2004年4月24日公開、松竹） - 上条中佐 役
- 犬猫（2004年12月4日公開） - 古田 役
- 銀のエンゼル（2004年12月18日公開） - 佐藤耕輔 役
- 雨よりせつなく（2005年1月29日公開） - 倉沢彰夫 役
- トニー滝谷（2005年1月29日公開） - ナレーション
- カナリア（2005年3月12日公開、シネカノン） - 伊沢彰 役
- 帰郷（2005年6月11日公開） - 主演・晴男 役
- 楳図かずお恐怖劇場『蟲たちの家』（2005年6月18日公開） - 主演・御厨蓮司 役
- さよならみどりちゃん（2005年8月27日公開） - ユタカ 役
- メゾン・ド・ヒミコ（2005年8月27日公開） - 細川専務 役
- 三年身籠る（2006年1月28日公開） - 末田徹 役
- 好きだ、（2006年2月25日公開） - ヨースケ 役
- LOFT ロフト（2006年9月9日公開） - 木島幸一 役
- 海でのはなし。（2006年12月16日公開） - 主演・博士 役（宮﨑あおいとダブル主演）
- 大奥（2006年12月23日公開） - 生島新五郎 役
- フリージア（2007年2月3日公開） - 岩崎トシオ 役
- 神童（2007年4月21日公開） - 成瀬光一郎 役
- パッチギ! LOVE&PEACE（2007年5月19日公開） - 野村 役
- 眠り姫（2007年11月17日公開） - 野口 役
- 丘を越えて（2008年5月17日公開） - 馬海松 役
- 春よこい（2008年5月24日〈佐賀〉公開・2008年6月7日〈全国〉公開） - 岡本利夫 役
- 休暇（2008年6月7日公開） - 金田真一 役
- 東南角部屋二階の女（2008年9月20日公開） - 主演・野上孝 役
- 真木栗ノ穴（2008年10月18日公開） - 主演・真木栗勉 役
- 蟹工船（2009年7月4日公開） - 浅川監督 役
- ゼロの焦点（2009年11月14日公開） - 鵜原憲一 役
- サヨナライツカ（2010年1月23日公開〈日本〉・2010年4月15日公開〈韓国〉） - 主演・東垣内豊 役
- CUT（2011年12月17日公開） - 主演・秀二 役
- セイジ-陸の魚-（2012年2月18日公開〈日本〉・2012年3月29日公開〈韓国〉） - 主演・セイジ 役
- メモリーズ・コーナー Memories Corner （2012年5月23日公開、フランス・カナダ合作） - 岡部 役 ※日本では2013年2月23日公開
- ストロベリーナイト（2013年1月26日公開） - 菊田和男 役
- ハーメルン（2013年9月7日公開） - 主演・野田 役
- 天空からの招待状 （2013年10月11日公開、台湾） - 日本語版ナレーション
- ゲノムハザード ある天才科学者の5日間（2014年1月24日公開） - 主演・石神武人 / オ・ジヌ 役
- チーム・バチスタFINAL ケルベロスの肖像（2014年3月29日公開） - 速水晃一 役
- 脳内ポイズンベリー（2015年5月9日公開） - 吉田 役
- 劇場版 MOZU（2015年11月7日公開） - 主演・倉木尚武 役
- 女が眠る時（2016年2月27日公開） - 清水健二 役
- クリーピー 偽りの隣人（2016年6月18日公開） - 主演・高倉 役[86]
- ラストレシピ～麒麟の舌の記憶～（2017年11月3日公開） - 山形直太朗 役 [87]
- 散り椿（2018年9月28日公開） - 榊原采女 役[88]
- オズランド 笑顔の魔法おしえます。（2018年10月26日公開） - 小塚慶彦 役[89]
- 人魚の眠る家（2018年11月16日公開） - 播磨和昌 役[90]
- 空母いぶき（2019年5月24日公開） - 主演・秋津竜太 役[91]
- 任侠学園（2019年9月27日公開） - 主演・日村誠司 役[92]
- 風の電話（2020年1月24日公開） - 森尾 役[93]
- サイレント・トーキョー（2020年12月4日公開） - 世田志乃夫 役
- 劇場版 奥様は、取り扱い注意（2021年3月19日公開） - 伊佐山勇輝 役[94]
- ドライブ・マイ・カー（2021年8月20日公開） - 主演・家福悠介 役[95]
- 劇場版「きのう何食べた?」（2021年11月3日公開） - 主演・筧史朗 役（内野聖陽とダブル主演）[96]
- 99.9-刑事専門弁護士-THE MOVIE（2021年12月30日公開） - 南雲恭平 役[97][98]
- シン・ウルトラマン（2022年5月13日公開） - 田村君男 役[99]
- グッバイ・クルエル・ワールド（2022年9月9日） - 主演・安西幹也 役[100][101]
- 首（2023年11月23日公開） - 明智光秀 役[102][103]
- 蛇の道（2024年6月14日公開） - 吉村 役[104]
- スオミの話をしよう（2024年9月13日公開） - 草野圭吾 役[105]
- Dear Stranger/ディア・ストレンジャー（2025年9月12日公開予定） - 主演・賢治 役[106][107][108]
- 時には懺悔を（2026年公開予定） - 主演・佐竹 役[109][110]
- 存在のすべてを（2027年公開予定） - 主演・門田次郎 役[111]
- Enemies（公開日未定）- 役名不明
- Her Private Hell（公開日未定）- 役名不明

### ショートフィルム
- 鬼と森（2006年）

### 舞台
- ウーマン・イン・ブラック〜黒い服の女〜（1996年）
- A2/Alligator Dance 2（1997年）

### バラエティ番組
- オールスター感謝祭'14春 豪華プレゼント大放出！視聴者に大感謝SP（2014年3月29日、TBS）
- 関口宏の東京フレンドパーク2019 元日から大激突!! 新春ドラマVSバラエティ 番組の顔大集合SP!!（2019年1月1日、TBS）
- 夜の笑っていいとも!2010春のドラマ特大号（2010年4月12日、フジテレビ）
- 芸能人格付けチェック2023お正月スペシャル（2023年1月1日、テレビ朝日）[112]
- バナナマンのせっかくグルメ!!（2024年9月8日、TBS）[113]
- だれかtoなかい（2024年9月8日、フジテレビ） - 三谷幸喜と出演[114]

### ドキュメンタリー番組
- 真夜中の王国「俳優・発展途上中」（1996年7月31日、NHK BS2）
- 朗読紀行 にっぽんの名作「焼跡のイエス」（2002年1月29日、NHK BShi） - 朗読

- ハイビジョン特集（NHK BShi）
  - 城・王たちの物語「マイセン・幻の磁器の城〜アウグスト2世の尽きせぬ欲望」（2004年10月19日） - ナレーション
  - シリーズ恋物語「堀口大學 遠き恋人に関する調査」（2007年2月27日）- 記者 役

- 音楽の遺伝子 -槇原敬之-（2006年3月29日、NHK総合） - ナレーション
- 超大型ロマンアドベンチャースペシャル イシグアラスト タランパジャ（2008年1月4日、テレビ東京）
- 一夜限りの復活ライブ〜LUNA SEA 沈黙の7年を超えて（2008年1月14日、NHK総合） - ナレーション

- 昔、男ありけり（NHK BSプレミアム） - ナレーション
  - ジャイアント馬場〜鳳凰のガウン〜（2008年3月25日）
  - 寺山修司〜デニムのサンダル〜（2008年3月26日）
  - 林家三平〜ガラスのカタツムリ〜（2008年3月27日）
  - 武満徹〜読めない本〜（2008年3月28日）

- ETV特集（NHK Eテレ）
  - 神聖喜劇ふたたび〜作家・大西巨人の闘い〜（2008年4月13日） - ナレーション
  - 戦場で書く〜作家 火野葦平の戦争〜（2013年12月7日） - ナレーション
  - 加藤周一 その青春と戦争（2016年8月13日） - 朗読

- NHKスペシャル（NHK総合）
  - 調査報告 日本軍と阿片（2008年8月17日） - ナレーション
  - シリーズ廃炉への道 - ナレーション
    - 第1回 廃炉・果てしなき道（2014年4月20日）
    - 2015 核燃料デブリ 未知なる闘い（2015年5月27日）
    - 2016 核燃料デブリ 迫られる決断（2016年5月29日）
    - 2021 原発事故10年の軌跡（2021年3月14日）

  - 金メダルへの道 体操ニッポン復活の金へ〜内村航平と日本代表（2016年8月4日） - ナレーション
  - 祖父が見た戦場〜ルソン島の戦い 20万人の最期〜（2018年8月11日） - ナレーション
  - 秘島探検 東京ロストワールド - ナレーション
    - 第1集 南硫黄島（2018年9月16日）
    - 第2集 孀婦岩（2018年9月29日）

  - 戦国〜激動の世界と日本〜 - 番組ナビゲーター
    - 第1集 秘められた征服計画 織田信長×宣教師（2020年6月28日）
    - 第2集 ジャパン・シルバーを獲得せよ 徳川家康×オランダ（2020年7月5日）

  - 新・ドキュメント太平洋戦争 - 朗読
    - 1941 開戦 前編・後編（2021年12月4日・5日）
    - 1942 大日本帝国の分岐点 前編・後編（2022年8月13日・14日）
    - 1943 国家総力の真実 前編・後編（2023年8月12日・13日）
    - 1944 絶望の空の下で（2024年8月15日）[115]

  - 新・幕末史 グローバル・ヒストリー - 司会
    - 第1集 幕府vs列強 全面戦争の危機（2022年10月16日）
    - 第2集 戊辰戦争 狙われた日本（2022年10月23日）

- 風街みなと（2008年10月、TBS） - ナレーション
- スポーツ大陸 「怪物の進化〜レッドソックス・松坂大輔」（2008年12月6日、NHK総合） - ナレーション
- 世界を創った3本の木（2010年1月11日、WOWOW） - ナレーション
- 風の言葉（2010年4月4日 - 2015年3月29日、TBS） - ナレーション

- ラストデイズ（NHK総合） - ナレーション
  -  「お前は、オレになれる」松田優作×香川照之 （2010年12月22日）
  - 勝新太郎×オダギリジョー（2014年5月1日）
  - 忌野清志郎×太田光（2014年5月2日）

- ラスト・ルーキーズ〜JALバスケ最後の1年〜 （2011年3月10日、フジテレビ） - ナレーション
- 三宅一生 東北へ 伝統を未来につなぐ旅（2012年1月2日、NHK BSプレミアム） - ナレーション
- 日本人は何を考えてきたのか 第3回 森と水と共に生きる〜田中正造と南方熊楠〜（2012年1月22日、NHK Eテレ） - 旅人
- 土曜プレミアム「独占解明!誰がツタンカーメンを殺したのか!?〜謎の少年王・悲劇の生涯〜」（2012年8月11日、フジテレビ） - 旅人
- いきものがかりドキュメント（2012年12月22日・29日、NHK BSプレミアム） - ナレーション

- 戦後史証言プロジェクト 日本人は何をめざしてきたのか（NHK Eテレ）
  - 知の巨人たち 第3回「民主主義を求めて〜政治学者 丸山眞男〜」（2014年7月19日） - 朗読
  - 知の巨人たち 第7回「昭和の虚無を駆け抜ける〜文学者・三島由紀夫〜」（2015年1月24日） - 朗読
  - 未来への選択 第3回「公害先進国から環境保護へ」（2015年7月18日） - ナレーション

- 浅田真央 未来への光〜子どもたちとともに〜（2016年2月6日、NHK BS1） - ナレーション
- 海洋アドベンチャー タラ号の大冒険（2016年7月18日、NHK総合）[116] - ナビゲーター

- ヨーロッパ財宝ミステリー（BS-TBS） - ナビゲーター
  - ヨーロッパ財宝ミステリー 消えた黄金列車の謎 × 西島秀俊（2016年9月6日）[117]
  - 失われた琥珀の間の秘密 ヨーロッパ財宝ミステリー2×西島秀俊（2017年10月10日）[118]
  - 奇蹟の秘宝 聖骸布の謎 ヨーロッパ財宝ミステリー3×西島秀俊（2019年11月15日）[119]

- スーパープレミアム「古代エジプト 3人の女王のミステリー」（2017年11月25日、NHK BSプレミアム） - ナビゲーター
- BS1スペシャル「最後のひとりまで 宮城県警元鑑識課員の震災」（2021年3月11日、NHK BS1） - ナレーション

### テレビアニメ
- てれび絵本 「うみのきらきらやまのきらきら」（2008年3月20日、NHK Eテレ） - 朗読
- オトッペ（2018年10月3日 - 2024年3月、NHK） - ウエスティ 役[120]

### 劇場アニメ
- 夜のとばりの物語 日本語吹替版（2012年6月30日公開、三鷹の森ジブリ美術館/スタジオジブリ） - メロンギ 役
- 風立ちぬ（2013年7月20日公開〈日本〉・2014年1月22日公開〈フランス〉・2014年2月21日公開〈アメリカ〉、東宝） - 本庄 役[121]
- ペンギン・ハイウェイ（2018年8月17日公開、東宝映像事業部） - アオヤマ君の父親 役[122]
- 劇場版オトッペ パパ ・ドント・クライ（2021年10月15日公開、イオンエンターテイメント） - ウエスティ 役[123]

### 吹き替え
- ダンボ（2019年3月29日公開、ウォルト・ディズニー・ジャパン） - 主演・ホルト・ファリア 役（コリン・ファレル）[124]
- 名探偵ピカチュウ（2019年5月3日公開、ワーナー・ブラザース） - 主演・名探偵ピカチュウ 役（ライアン・レイノルズ）[125]

### ゲーム
- 二ノ国II レヴァナントキングダム（2018年3月23日発売） - 主演・ロウラン 役

### CM
出演
現在
- サントリー
  - 大地と水の恵み（1996年）深津絵里と共演
  - マドンナ（1998年）
  - 生ビール（2025年 - ）[126]
- エスビー食品（2017年 - ）
- 大和ハウス工業「ダイワマン SEASON2」（2022年 - ）- ダイワマン役 [127]
- パーソルクロステクノロジー（2023年 - ）[128]
- 東京海上日動あんしん生命保険「あんしん治療サポート」（2023年 - ）[129]
- シオノギヘルスケア
  - メジコン咳止め錠Pro（2023年 - ）
  - ムコダイン去たん錠Pro500（2024年 - ）[130]
- 日本マクドナルド
  - ちょいセット（2024年 - ）[131]
  - ひるマック（2024年 - ）

過去
- PIKO
- UCC上島珈琲「スーパーオリジナル」
- 森永製菓
  - ICE BOX（1993年）
  - JUSTICK（1994年）
  - ソリッドダース（1994年）
  - カレ・ド・ショコラ（2016年 - 2018年）
- キリンビール
  - ラガービール（1994年）
  - 白麒麟（2003年）
  - 8月のキリン（2003年）
  - 麦のごちそう（2012年）
  - キリン・ザ・ストロング（2018年 - 2019年）
  - 麒麟百年極み檸檬サワー（2023年）[132]
- トヨタ自動車
  - プログレ（1998年） - ナレーション
  - ヴィッツ（2005年 - 2006年）宮沢りえと共演
- 東海旅客鉄道（1999年）
- 東日本旅客鉄道（2000年 - 2001年）
- 大和證券グループ『矛盾した連帯感篇』（2000年）
- iSAO「isao.net」（2000年 - 2001年）
- 朝日新聞社『新聞に載った友達篇』（2001年 - 2002年）
- 東京三菱銀行「MAIN BANK」（2001年）
- 日立（2003年）
- ワコール「デコルテメイクブラ」（2005年）
- リスペクト （2005年）
- ニッセン （2006年）
- スピッツ「CYCLE HIT」（2006年）
- 東京電力「Switch!シリーズ ファミリー」（2010年 - 2011年）
- ローソン
  - プレミアムロールケーキ（2010年 - 2011年）
  - おにぎり屋（2011年）
  - ろーそん亭 （2011年）
  - 濃厚ミルクワッフルコーン（2013年）
  - 黄金チキン（2013年）
  - ザクシュー（2019年）
  - バスチー（2019年）
- サントリー食品インターナショナル「BOSS」（2013年）
- スズキ「アルトラパン ショコラ」（2013年 - 2015年）
- 武田コンシューマーヘルスケア
  - アリナミンEXプラス（2013年 - 2019年）
  - アリナミンEXゴールド（2013年 - 2019年）
- 日清食品「ラ王」（2013年 - 2017年）
- パナソニック（2013年 - 2020年）
- ライオン「ソフラン プレミアム消臭」（2013年 - 2017年2月）
- グンゼ「YG」（2014年 - 2016年）
- 全日本空輸（2014年 - 2020年）
- パナホーム（2014年 - 2017年）
- サントリースピリッツ「-196℃ ストロングゼロ レモン」（2014年 - 2015年）
- 日本スポーツ振興センター「BIG」（2015年 - 2016年）
- WOWOW（2015年 - 2016年）[133]
- アフラック生命保険「ちゃんと応える医療保険EVER」（2016年 - 2020年）
- リクルート「ホットペッパーグルメ」（2016年 - 2019年）[134]
- ユーキャン（2017年）
- ダイハツ工業「ミライース」（2017年 - 2018年）
- インペリアル・タバコ・ジャパン「Myblu」（2019年 - 2020年）
- 森永乳業「マウントレーニア」（2019年）[135]
- 花王
  - バブ（2020年 - 2024年）
  - メリット（2021年 - 2024年）
- P&G
  - ファブリーズ W除菌（2020年）- テディベアの声
  - ファブリーズ Wおそうじエイド（2021年）
  - JOY W除菌（2021年 - 2024年）- ジョイ特殊部隊 隊長役
- キングソフト「WPS Cloud」（2022年 - 2023年3月）
- ソフトバンク「白戸家×SPY」（2022年 - 2023年）- 仲野太賀とのCMシリーズ。仲野と共にスパイ役。[136]

ナレーション
- トヨタ自動車「プログレ」（1998年）
- オルビス「クリアミニセット」（2007年）
- シチズン時計（2007年）
- トンボ鉛筆「AirPress」（2008年）
- NTTドコモ （2008年）
  - 『高校生のはじまり篇』
  - 『大学生のはじまり篇』
  - 『社会人のはじまり篇』
- ブックオフコーポレーション（2008年）
- 公共広告機構→ACジャパン
  - 2008年度全国キャンペーン「生きている証」
  - 2011年度地域キャンペーン（東京地域）「宮沢賢治・明日を信じる」
  - 2020年度セーブ・ザ・チルドレン支援キャンペーン「歓声ですか、銃声ですか。」
- キユーピー 「キユーピーマヨネーズ」 
  - 『YOGA＝つなぐ（タージ・マハル）篇』（2008年）
  - 『YOGA＝つなぐ（バターボール）篇』（2009年）
  - 『YOGA＝つなぐ（アルジュナの苦行）篇』（2009年）
  - 『トップステーション篇』（2010年）
  - 『ロックアート篇』（2010年）
  - 『山とキャベツ篇』（2011年）
  - 『畑とカボチャ篇』（2011年）
  - 『川とアーティチョーク篇』（2011年）
  - 『ウォーターツリー編』 （2012年）
  - 『ポプラ編』 （2012年）
  - 『ノルマンディ編』 （2012年）
- 栄光ゼミナール
  - 『栄光の個別指導篇』（2010年）
  - 『冬期講習篇』（2010年）
  - 『個別指導／オリコンNo.1篇』 （2011年）
  - 『中学部／新年度塾デビュー篇』（2011年）
  - 『小学部／新年度塾デビュー篇』（2011年）
  - 『春期講習篇』（2011年）
- 東京エレクトロン
  - 『モンゴルの恋篇』（2011年 - ）
- 住友生命保険（2012年）

### PV
- YUKI 「プリズム」（2002年）
- 竹内まりや「家に帰ろう(マイ・スイート・ホーム)」（2022年）[137]

### 玩具
- COMPLETE SELECTION MODIFICATION 変身ベルト 世紀王サンドライバー（2023年3月）

## 受賞歴
- 第9回日本映画プロフェッショナル大賞 主演男優賞（1999年『ニンゲン合格』）[138]
- 第15回日本映画プロフェッショナル大賞 主演男優賞（2005年『帰郷』『さよならみどりちゃん』『雨よりせつなく』）[18]
- 第20回高崎映画祭 最優秀主演男優賞（2006年『帰郷』）[19]
- 第30回ヨコハマ映画祭 助演男優賞（2009年『休暇』『東南角部屋二階の女』『丘を越えて』）[139]
- 第26回高崎映画祭 最優秀主演男優賞（2011年『CUT』）[19]
- 第21回日本映画プロフェッショナル大賞
  - 主演男優賞（2011年『CUT』）[140]
- 第9回TVnavi ドラマ・オブ・ザ・イヤー2012 最優秀助演男優賞（2013年『ストロベリーナイト』）[141]
- ベストカラアゲニスト 俳優部門（2015年）
- 第42回日本アカデミー賞 優秀助演男優賞（2018年『散り椿』）[142]
- 第42回ボストン映画批評家協会賞 主演男優賞（2021年『ドライブ・マイ・カー』）[143]
- 第34回日刊スポーツ映画大賞・石原裕次郎賞 主演男優賞（2021年『ドライブ・マイ・カー』）[144]
- 第56回全米映画批評家協会賞 主演男優賞（2021年『ドライブ・マイ・カー』）[145]
- 第45回日本アカデミー賞 最優秀主演男優賞（2021年『ドライブ・マイ・カー』）[146]
- 第35回高崎映画祭 最優秀主演俳優賞（2021年『ドライブ・マイ・カー』）
- 文化庁長官表彰（国際芸術部門）（2021年『ドライブ・マイ・カー』）※濱口竜介と共に受賞[147]

## 書籍

### 写真集
- キネ旬ムック 新世紀のスピリチュアル・アクターズシリーズ　アクターズ・ファイル5「西島秀俊」（2006年）
- 西島秀俊＆キム・テヒ『僕とスターの99日』公式フォトブック（2011年）
- MEMORIES OF VENICE（2011年）